# Jacques-Charles Poncet
Jacques-Charles Poncet, a volte indicato come Charles-Jacques, (Saint-Claude, 1655 – Esfahan, 1706 (o nel 1708)) è stato un medico ed esploratore francese.
La sua spedizione in Etiopia costituisce uno dei rari contatti di questo paese con gli europei, che ne erano stati praticamente esclusi per un secolo e mezzo durante il XVII e il XVIII secolo. Il suo resoconto di viaggio è intriso di uno spirito scientifico orientato all'osservazione concreta, a differenza dei precedenti scritti da gesuiti più attenti alla spiritualità.

## Biografia
Medico e speziale al Cairo dal 1691, fu inviato dal console francese Benoît de Maillet in Abissinia per curare il re e suo figlio. Partì nel giugno 1698 con una carovana e, passando per Sennar, che lasciò il 12 maggio 1699, arrivò alla corte regia a Gondar, dove il negus Iasù I lo ricevette il 21 luglio.
Rientrato in Egitto nel 1700, tornò in Francia nello stesso anno e si presentò alla corte di Luigi XIV in costume abissino. Ma a seguito di una disputa con Benoît de Maillet, fu calunniato e la veridicità del suo viaggio in Etiopia fu contestata. Deluso, tornò sul Mar Rosso nel 1702 per imbarcarsi alla volta della stazione commerciale francese di Surat, dove sperava di fare fortuna. Nel 1706 si stabilì in Persia, dove morì due anni dopo, dimenticato da tutti. Solo alla fine del XVIII secolo fu riabilitato dal resoconto del viaggio di James Bruce, che confermò ampiamente le osservazioni di Poncet.
Poncet narrò il suo viaggio nella sua Relation de mon voyage d'Ethiopia, 1698-1701, tradotto anche in italiano.

## Eredità culturale
Jean-Christophe Rufin si ispira molto parzialmente alla sua vita, nel suo romanzo L'Abyssin, ma sceglie deliberatamente di rinominare il suo protagonista «Jean-Baptiste», di farlo nascere molto più tardi del vero Poncet (nel primo capitolo dice che aveva 28 anni nel 1699) e di farlo sopravvivere alla morte di Charles-Jacques, avvenuta nel 1708: l'epilogo del romanzo inventa infatti una corrispondenza dopo la morte di Luigi XIV - avvenuta nel 1715 - tra «Jean-Baptiste» e il reggente Filippo II di Borbone-Orléans, che tentò invano di convincerlo a fare un viaggio a Parigi.
Il carattere romanzesco di Jean-Baptiste Poncet riappare anche in un altro romanzo di Jean-Christophe Rufin, Sauver Ispahan, ambientato in Persia e in Asia centrale a partire dal 1721. Jean-Christophe Rufin spiega brevemente, in un'appendice intitolata «Sulle fonti di L'Abyssin e Sauver Ispahan», sulle libertà prese nella versione romanzesca rispetto alla realtà storica.

## Opere
- (FR) Jacques-Charles Poncet et Éric Poix (éditeur) (préf. José-Marie Bel), Relation de mon voyage d'Éthiopie, 1698 - 1701: un médecin français à la cour de Gondar sous Louis XIV; la véritable histoire de l'Abyssin, Besançon, La Lanterne magique, 2010, 222 p. ISBN 978-2-916180-11-3.
  - (IT) Lettere edificanti e curiose scritte da alcuni religioni della compagnia di Gesù missionari né paesi stranieri, pp. 185-235.
  - (EN) A Voyage to Æthiopia Made in the Year 1698, 1699, and 1700 (traduzione in inglese del suo diario di viaggio)[8].